# Kubassek János
Kubassek János (Budapest, 1957. december 6.–) nemzetközi geográfus, címzetes múzeumigazgató.

## Életpálya
A pestlőrinci Steinmetz Miklós Gimnáziumban érettségizett, 1982-ben a Kossuth Lajos Tudományegyetemen szerzett történelem-földrajz diplomát. 1982-ben a Szegedi Tudományegyetemen "summa cum laude" eredménnyel védte meg karsztmorfológiai tárgyban írt doktori disszertációját Jakucs László professzornál. 1982–1986 között Budapesten a Steinmetz Miklós Gimnázium tanára.
Pedagógusi munkája mellett 1983-tól 2023-ig az érdi Magyar Földrajzi Múzeum igazgatója volt. 1980–1981 között, majd 1982–1987 között tanulmányutakon vett részt. 1987–1988 között a Magyar Tudományos Akadémia (MTA) Afrika-expedíciója tagjaként Kelet-Afrikában dolgozott. 1989-ben Oxfordban és Londonban végzett tudományos történelmi kutatásokat. 1990-ben Kínában és Vietnámban folytatott karsztkutatásokat. 1991-ben a dél-koreai egyetemek vendégelőadója. 1997-ben Chilében, Peruban, Argentínában végzett természetföldrajzi kutatásokat. Öt kontinens 87 országában járt.

## Kutatási területei
A földrajz tudományok története, régi magyar utazók, földrajzi felfedezők, világjárók tevékenysége, természeti földrajz, karsztmorfológia.

## Főbb művei
Húsz könyv, és több mint kétszáz tanulmány, cikk szerzője.
- 1985-től a Földrajzi Múzeumi Tanulmányok felelős kiadója
- 1987 – Thaiföld (Sziám), Budapest – Panoráma Könyvkiadó
- 1989 – A veddák földjén – Srí Lanka szigetén
- 1989 – Zanzibártól a Stefánia-tóig, Budapest, Ifjúsági Lap- és Könyvkiadó
- 1991 – Érd, Magyar Földrajzi Múzeum. Tájak – Korok- Múzeumok Kiskönyvtára 409. füzet
- 1993 – Magyar utazók lexikona (társszerző)
- 1993 – Magyar utazók Ázsiában, Budapest, Nemzeti Tankönyvkiadó
- 1994 – Magyar expedíciók Ázsiában, Budapest, Nemzeti Tankönyvkiadó
- 1998 – Afrika története és földrajza, (középiskolai olvasókönyv), Budapest, Műszaki Kiadó
- 1998 – A Szahara bűvöletében (hiteles Almásy László-életrajz); Budapest – Panoráma Könyvkiadó, ISBN 963 243 815 9
- 1999 – A Himalája magyar remetéje (Kőrösi-monográfia), Budapest, Magyar Őstörténeti Kutató és Kiadó Kft.
- Jeles világjárók nyomdokain 1-2.; DNM, Pusztazámor, 2001
- Balaton és a Balaton-felvidék; Cartographia, Bp., 2001 (Magyar tájak)
- Xántus János Emlékülés a tudós születésének 175. évfordulóján. 2000. október 12.; szerk. Kubassek János; Xantus János Idegenforgalmi Gyakorló Középiskola, Bp., 2001
- Atlasz árnyékában. Előadások, értekezések, interjúk, cikkek, nekrológok; Önkormányzat, Érd, 2002 (Érdi újság könyvek)
- Cholnoky Jenő természetábrázoló művészete. Grafitceruzával, festőecsettel, fényképezőgéppel, tollal a geográfia és a szülőföld szolgálatában; szerk. Kubassek János; Magyar Földrajzi Múzeum, Érd, 2002
- Érd, Magyar Földrajzi Múzeum; TKM Egyesület, Bp., 2002 (Tájak, korok, múzeumok kiskönyvtára)
- A Szahara bűvöletében. Az "Angol beteg" igaz története. Almásy László hiteles életrajza; 2. bőv. kiad.; Panoráma, Bp., 2002
- A Himalája magyar remetéje. Kőrösi Csoma Sándor életútja kortörténeti és földrajzi háttérrel; 2. átdolg., bőv. kiad.; Panoráma, Bp., 2003
- Tájfunok Tajvan földjén; Panoráma, Bp., 2003
- Érdi krónika. Érd természeti képe, múltja, sportja és lakói. Honismereti olvasókönyv; 2. bőv. kiad.; szerk. Kubassek János; Érd Város Önkormányzata, Érd, 2004
- A Kárpát-medence természeti értékei. Válogatás az ELTE Természetföldrajzi Tanszék Magyar Nemzeti Múzeum Történeti Fényképtárában és a Magyar Állami Földtani Intézet Tudománytörténeti Gyűjteményében őrzött képanyagból; szerk. Kubassek János; Magyar Földrajzi Múzeum, Érd, 2004
- Útkeresők. Magyar utazók és földrajzi felfedezők; Kossuth, Bp., 2008
- Thaiföld (Sziám); 3. átdolg., bőv. kiad.; Panoráma, Bp., 2011 (Panoráma országkalauzok)
- Magyarok, üljetek mellém! Kubassek János földrajztudóssal beszélget Járai Judit; Kairosz, Bp., 2012 (Magyarnak lenni)
- A Himalája magyar remetéje. Kőrösi Csoma Sándor életútja kortörténeti és földrajzi háttérrel; 3. átdolg., bőv. kiad.; Panoráma, Bp., 2014
- A Szahara bűvöletében. Az "Angol beteg" igaz története. Almásy László hiteles életrajza; 3. átdolg., bőv. kiad.; Panoráma, Bp., 2016

## Díjak, elismerések
- Teleki Sámuel-érem
- Móra Ferenc-díj (1993)
- Kadić Ottokár-érem (2000)
- Kőrösi Csoma Sándor-emlékérem (2008)
- A Magyar Érdemrend tisztikeresztje (2013)
- A Magyar Érdemrend középkeresztje (2022)